# Junco de Le Gall
O Junco de Le Gall é o nome vernacular da espécie Ulex gallii da família das Fabaceae, subfamília  das Faboideae.
Foi descrito por Planchon em  1849 nos Anais de Ciências Naturais de Paris  (Ser. 3,11 : 213).
É um arbusto perene da família das Fabaceae, nativa  do sul da Escócia, Inglaterra, Irlanda, País de Gales, França e noroeste da Espanha (Galiza). É encontrada geralmente nas regiões quentes com solos ácidos e, frequentemente em ambientes marítimos e  de montanhas.
Cresce até 90 cm de altura. As hastes novas são verdes, com folhas  modificadas  de  1 a 3 cm de comprimento. A  flor é amarela, 1 a 2 cm de comprimento, com a estrutura típica de uma ervilha.
A fruta é um legume ( vagem ), parcialmente  incluído  na  região marron pálida da flor.
Como toda a espécie de junco, é uma planta cujas raizes rebrotam após o uso do fogo. Suas sementes são adaptadas também para germinarem quando ligeiramente chamuscadas.
O nome cientifico da espécie  (gallii) deve-se Nicolas Joseph Marie Le Gall, quem foi o primeiro a diferenciar este junco do junco da Provença. Porém,  não conseguiu publicar a descoberta antes que  Planchon a descrevesse em  1849.  De qualquer modo, Planchon dedicou-lhe o   nome científico da nova espécie.